# Carlos Montoya
Pour les articles homonymes, voir Montoya.
Carlos Montoya,( né le 13 décembre 1903  à Madrid en Espagne et mort le 3 mars 1993), est un guitariste de flamenco et le fondateur du flamenco moderne.
Il est le neveu de Ramón Montoya (1879-1948), un guitariste également reconnu.

## Biographie
Carlos Montoya est né à Madrid en Espagne dans une famille gitane le 13 décembre 1903.
Fils de Juán García, vendeur ambulant et d'Emilia Montoya, guitariste amateur dont le surnom est "La tía Tula" (la tante Tula), ses deux parents sont gitans.
À l'âge de deux ans, Carlos devient orphelin de son père. À huit ans, sa mère commence à lui donner des cours de guitare et comme elle s'est rendu compte du talent particulier de son fils, elle le mène prendre des cours avec le maître Pepe El Bárbaro, qui continue à l'éduquer jusqu'à se rendre compte que l'élève avait dépassé le maître.
Sa mère à ce moment-là a voulu le confier à son frère, le guitariste déjà connu Ramón Montoya, mais ce dernier prétexte être occupé à l'éducation de son propre fils.
Malgré tout, sa mère et son oncle le prennent dans leurs tournées, l'initiant ainsi à l'ambiance du flamenco de l'époque.
Il a quatorze ans et il accompagne professionnellement des danseurs et chanteurs de flamenco dans les cafés de Madrid, sans connaissances particulières de solfège étant donné qu'à cette époque la guitare n'était pas considérée comme un instrument de concert.
En 1928, il connaît la danseuse Antonia Mercé, dont le nom de scène est La Argentina, qui l'invite à rejoindre sa compagnie artistique. Il reste pendant trois ans avec elle, en rejoignant par la suite la compagnie du chanteur, danseur et chorégraphe de flamenco Vicente Escudero.
En 1933, il réalise ses premières tournées en dehors du continent européen, aux États-Unis et en Orient avec la troupe de la Teresina.
Au Japon, Carlos Montoya est très bien reçu, jusqu'au point où on lui propose un poste de professeur de guitare pour deux ans à l'Université de Tokyo. Malgré son refus, il autorise l'Université à faire un film sur sa méthode de travail pour l'utiliser comme outil d'enseignement.
À la fin des années 1930, il réalise des tournées aux États-Unis et en Amérique latine aux côtés de la danseuse et chorégraphe de flamenco Encarnación López Júlvez connue sous le nom de la Argentinita. Au moment où éclate la Seconde Guerre mondiale en 1939, il doit fixer sa résidence aux U.S.A. où il rencontre ses plus grands succès lors de sa collaboration avec la danseuse américaine Sallie McLean, qu'il épouse en 1940, et obtient la nationalité américaine. Il continue ses tournées avec La Argentinita jusqu'à ce qu'elle meure en 1945.
À la fin des années 1940, à la suite d'une suggestion de sa femme, Montoya abandonne le flamenco traditionnel avec chanteurs et danseurs et on lui fabrique des guitares qui ajoutent des effets de percussions à ses interprétations, amplifiant ainsi ses performances musicales en interprétant du jazz, du blues et de la musique folk.
À partir des années 1950, il réalise plusieurs enregistrements pour des grandes compagnies indépendantes, comme RCA Victor, Everest et Folkways. Avec la compagnie Cook Laboratories, il commence ses premiers enregistrements en stéréo jusqu'en 1951.
Carlos Montoya a effectué des tournées artistiques pendant toute l'année mais il revenait toujours dans sa terre natale, l'Espagne, pour passer les fêtes de Noël avec sa famille.
Carlos Montoya est mort à l'âge de 89 ans à la suite d'une insuffisance cardiaque dans la petite ville de Wainscott, état de New York.
Guitariste et compositeur espagnol, Carlos Montoya a apporté une contribution durable à la musique entre les années 20 et 50. Il a fait connaître le style flamenco comme une forme sérieuse de musique à la guitare. Traditionnellement, la musique flamenco était utilisée pour accompagner les danseurs et chanteurs folkloriques gitans, mais Carlos Montoya l’a transformée en un genre musical de premier plan.

## Discographie

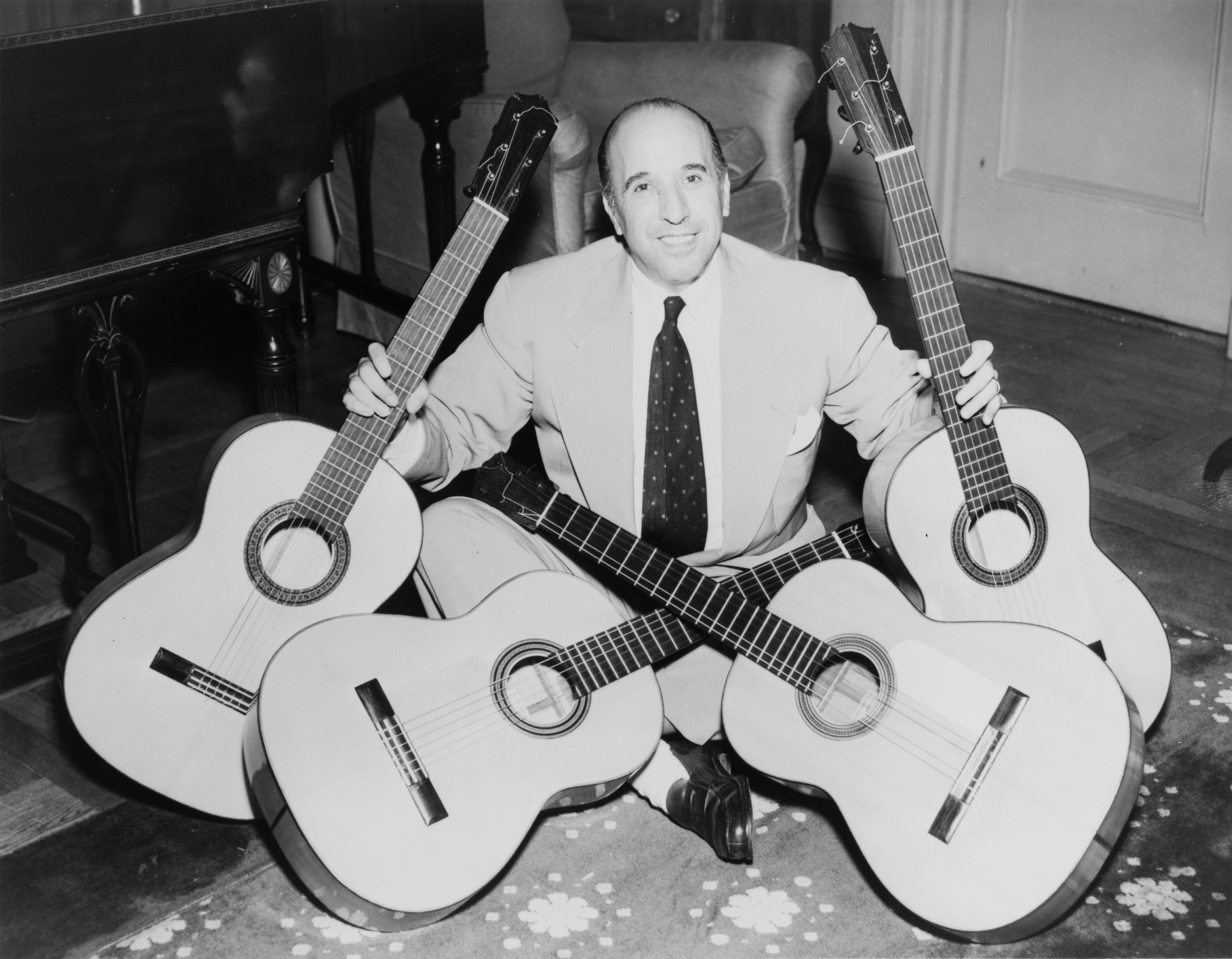
Carlos Montoya

- 1950 : Spanish Guitar Solos
- 1957 : Flamenco Guitar
- 1961 : Malaguena
- 1967 : The Artistry Of
- 1996 : Flamenco!
- 2004 : Guitar & Flamenco